# Албанско вишегласно певање
Албанско вишегласно певање је традиционални део албанске народне музике и као таква уврштена је на УНЕСКО-ву листу нематеријалног културног наслеђа.
Сва четири региона јужне Албаније - Лалериа (Myzeqe), Toskëria, Чамериа и Labëria - имају вишегласну песму као део своје културе. Сродни облик вишегласног певања налази се у северној Албанији, на подручју Пешкопија; Полог, Тетово, Кичево и Гостивар у северној Македонији; и Малесија у северној Албанији и јужној Црној Гори.
Лабериа је посебно позната по вишеделном певању; песме могу имати два, три или четири дела. Дводелне песме певају само жене. Троделне песме могу да певају мушкарци и жене. Песме у четири дела су лаберска специјалност. Истраживања су показала да су се четворогласне песме развиле након троделних и да су најсложенији облик вишегласног певања.
Национални фестивал фолклора Ђирокастра, Албанија, (алб. Festivali Folklorik Kombëtar), одржава се сваких пет година у месецу октобру од 1968. године и обично укључује много вишегласних песама.

## Географска дистрибуција
Албанска вишегласна традиционална музика изводи се на два дијалекта албанског: Тоскијски и Лаб. Музички дијалект Тоск обухвата албанске етнографске регије Toskëria, Myzeqeja, и Чамериа, док Лаб музички дијалект чини регију Лабериа. 

## Порекло
Многи научници који су проучавали албанско вишегласно певање и уопште вишегласну музику на Балкану сматрају је старом традицијом која датира из трачко - илирског доба.   Недостају историјске документације албанске вишегласне традиционалне музике. Међутим, с обзиром да се током многих генерација сматра производом усменог преношења, научници су до својих закључака дошли анализирајући ову музичку традицију која се наставља изводити у данашње време. Пронађене су многе специфичне карактеристике албанске вишегласне традиције које указују на њено древно порекло: пентатонска модална / тонска структура, за коју научници сматрају да представља рани почетак музичке културе једног народа; присуство рецитаторског вокала, јер када се мелодија вокала не развије, сматра се да је традиција у примитивнијој фази ; присуство позива и узвика, што указује на примитивну фазу развоја у музичкој култури једног народа; А капела стил певања, који сугерише старост музичке традиције, јер јој недостаје инструментална пратња. 
Иако је регион током векова био под влашћу Византијског царства, балканска вишегласна традиционална музика имала је другачији развој од средњовековне византијске музике. Балканска традиција није била институционализована и континуирано се колективно формирала, док су византијску музику стварали поједини композитори и била је институционализована. Балканска традиција преноси се усмено низ генерација, а извођачи су јој били обични људи музички неписмени, док је византијска музика била широко документована, а изводили су је професионалци који су били обучени и образовани. Две музичке традиције вековима су живеле раме уз раме, стога би имале узајамни утицај једна на другу. Међутим, сматра се да је интеракција између албанске вишегласне традиционалне музике и византијске музике била релативно мала. 

## Еволуција
Сматра се да је албанска вишегласна традиционална музика у својим почецима састављена од само две мелодичне линије. Прва је у почетку вероватно играла неспецифичну мелодијску улогу, стил који се још увек може наћи у двогласном вишегласном певању жена у Ђирокастру.  Сматра се да су временом друга мелодијска линија постепено постајала прецизније мелодијски дефинисана; традиција двогласног (узимања и окретања) у којој друга игра јасно дефинисану мелодијску улогу налази се данас међу људима из Дуката. 
Сматра се да је следећа мелодијска линија која је еволуирала у албанско традиционално вишегласно певање било зујање хора, која се, изгледа, природно прилагодило двема претходним мелодијским линијама, што је довело до трогласног вишегласја. Увођење зујања било је значајно уметничко достигнуће јер је донело диверзификацију и обогаћивање хармоничне интеракције мелодијских линија. Зујање је врло чест у данашњој албанској вишегласној традицији, а ретко је данас наћи сорте без њега. 
Последња мелодијска линија која је еволуирала у албанско традиционално вишегласно певање био је лансер, који је створио четворогласну полифонију. Увођење лансира означило је све већу уметничку софистицираност, али у суштини није променило вокални склад и међусобну игру.  Будући да је потпуно одсутна у Toskëria, Myzeqeja и Чамерији, четворогласна полифонија постоји само у Лаберији, где се налази заједно са чешћим трогласним стилом. 

## Плекеристе
Плекеристе (Pleqërishte) је жанр албанског народног вишегласног певања коју су мушкарци певали у Лаберији и углавном се идентификује са градом Ђирокастром и околином. Жанр се одликује спорим темпом, малим тоном и малим опсегом.
Плекеристе значи и „старци“ и „старо време“ у односу на начин певања и лирске теме дела њихових песама. У вези са овим темама плекеристе песме се називају и lashtërishte („античког доба“), термин који се користи искључиво у Ђирокастру.  Ове специфичне теме су током година углавном пале у јавној употреби, али су и даље тематски запажене.
Песме овог жанра придржавају се успореног темпа и ниског тона са мало гласовних варијација, за разлику од жанрова као што су посебно djemurishte („младићи“). Као и сви жанрови четвртог дела, они имају и трећег солисту (hedhës). Док у осталим четвороделним жанровима hedhës углавном преузимају улогу секундарног зујања, мању трећину изнад уводне речи, у pleqërishte hedhës  растерећује првог солисту (marrës) и омогућава му да предахне. Свака изведба започиње певањем првих редова од стране marrës и увођењем другог солисте (kthyes) и на крају hedhës. После hedhës, тринове стихове група која зуји понавља у различитим облицима и манирима.
Песме Плекеристе приказане су у репертоару фолклорне групе Pleqtë e Gjirokastrës , која се понекад сматра „последњим представником“ жанра. Једна од најпознатијих песама жанра и најзапаженијих издања групе је Doli shkurti, hyri marsi, која детаљно описује битку између Черчиз Топули и османских трупа 1908. године у селу Mashkullorë близу Ђирокастра.